# Bulbophyllum dawongense
Bulbophyllum dawongense är en orkidéart som beskrevs av Johannes Jacobus Smith. Bulbophyllum dawongense ingår i släktet Bulbophyllum och familjen orkidéer. Inga underarter finns listade i Catalogue of Life.